# Wichita Falls and Northwestern Railway
Le Wichita Falls and Northwestern Railway (WF&NW) faisait partie de ces nombreux petits chemins de fer de la première moitié du XXe siècle qui fleurissaient tout autour de Wichita Falls. Ses principaux propriétaires étaient les entrepreneurs Joseph A. Kemp (1861-1930) et son beau-frère, Frank Kell (1859-1941).

## Histoire
En 1906, le Wichita Falls and Northwestern Railway of Texas fut créé pour relier Wichita Falls à la rivière rouge, frontière naturelle entre le Texas et l'Oklahoma, grâce à une ligne de 27 km longeant la vallée de la rivière Wichita. À la même période, le Wichita Falls and Northwestern Railway fut créé dans le territoire de l'Oklahoma pour prolonger la ligne jusqu'à Englewood dans le Comté de Clark au sud du Kansas. La ligne n'atteignit jamais le Kansas, mais desservit plusieurs villes de l'Oklahoma comme  Frederick, comté de Tillman et Altus, comté de Jackson, toutes deux situées dans le sud-ouest du pays, mais aussi Elk City, comté de Beckham dans l'ouest, et enfin Forgan, comté de Beaver dans le corridor en 1912. Il y avait également un embranchement entre Altus et Wellington (1910), comté de Collingsworth, Texas,.
La totalité de la ligne mesurant un peu moins de 580 km, favorisa les affaires comme escompté par ses fondateurs. 
Acquisition par le Missouri-Kansas-Texas.
Cette montée en puissance du Wichita Falls and Northwestern attira la convoitise du puissant Missouri-Kansas-Texas Railroad, connu sous le nom de Katy. Dès 1911, le Katy prit le contrôle du WF&NW et du WF&NW of Texas.
En 1914, le WF&NW of Texas et le Wichita Falls and Wellington Railway of Texas furent loués au Missouri, Kansas and Texas Railway of Texas. Cependant, le WF&NW continua d'être exploité comme une entité indépendante jusqu'en 1923, date de son acquisition par le Katy. Ce dernier ne fusionna le WF&NW of Texas qu'en 1968. Cette “Wichita Falls route” accompagna le boom pétrolier qui commença en 1918 à Burkburnett dans le nord du comté de Wichita.
En 1958, l'embranchement vers Wellington fut abandonné à cause du déclin des finances du Katy provoqué par des changements dans les moyens de transport; la popularité croissante des automobiles et l'usage de bus se substituèrent aux voyages en train, tandis que les marchandises étaient acheminées sur de grandes distances par camion. La partie est de la ligne de Wellington continua d'exister quelque temps sous la forme d'une compagnie indépendante baptisée Hollis and Eastern Railroad.
En 1973, toute la voie entre Forgan et Altus fut abandonnée. Les 124 km restant entre Wichita Falls et Altus furent exploités par le Katy et son successeur jusqu'au 14 janvier 1991, date à laquelle le Wichita, Tillman and Jackson Railway, du nom des 3 comtés qu'il traverse, absorba ce qui restait de la ligne.